# NGC 7323
NGC 7323 (другие обозначения — PGC 69311, UGC 12108, KAZ 228, MCG 3-57-25, KCPG 569A, ZWG 452.34, IRAS22344+1853) — спиральная галактика (Sb) в созвездии Пегас.
Этот объект входит в число перечисленных в оригинальной редакции «Нового общего каталога».